# تیرکمان سنگی

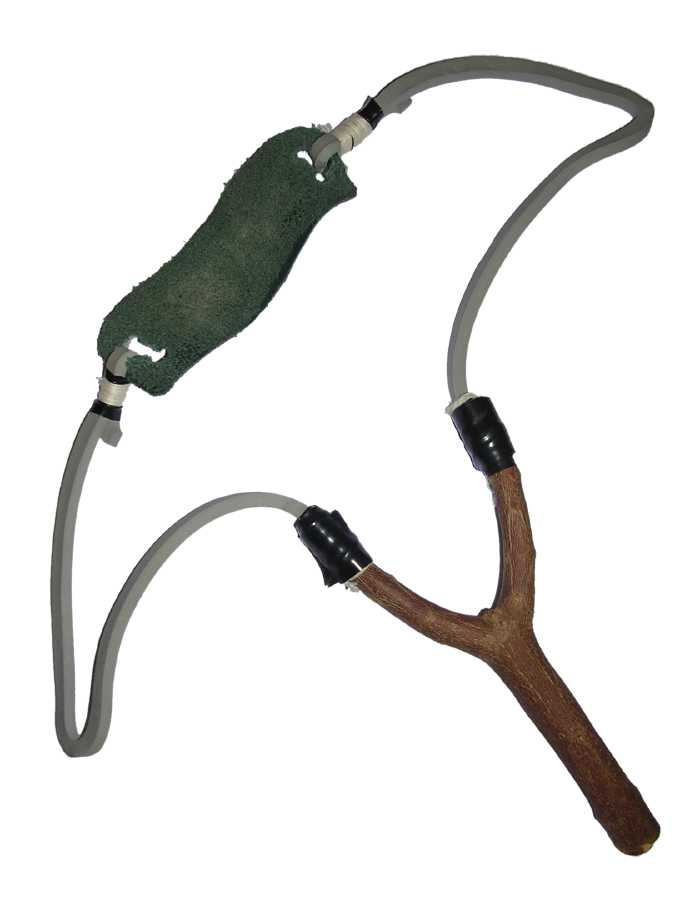
یک تیرکمان سنگی ساده

تیرکمان سنگی یا تیر و کمان (پلخمون)قلابسنگی یک سلاح سرد دستی است که با پرتاب سنگ یا گلوله فلزی به هدف خود حمله می‌کند. این ابزار از یک دسته Y شکل (انواع قدیمی معمولاً چوبی) تشکیل می‌شود که به دو انتهای دسته نوارهای لاستیکی بسته شده‌است. در انتهای دیگر نوار لاستیکی کفه‌ای معمولاً از جنس چرم یا لاستیک قرار دارد که دو نوار را به هم وصل می‌کند. این کفه محل قرار گرفتن تکه سنگ است.جنس این کش‌ها معمولا از لاتکس ضخامت بالا یا کش لوله‌ای تراتیوب است. اکثرا از این سلاح برای شکار پرندگان استفاده می شود.

## مراحل پرتاب
برای فرد راست دست:
1. ابتدا دسته Y شکل را در دست چپ می‌گیریم.
2. سنگ را داخل کفه می‌گذاریم.
3. کفه را که سنگ را در برگرفته با دست راست می‌گیریم.
4. کفه را می‌کشیم که در نهایت نوارهای لاستیکی کشیده شده
5. و نهایتاً" سنگ را به سوی هدف شلیک می‌کنیم.